# Simon Jermyn
Simon Jermyn (* 1981) ist ein irischer Jazzmusiker (Bass, Gitarre, Electronics).

## Leben und Wirken
Simon Jermyn lernte zunächst klassische Gitarre, bevor er sich für Jazz interessierte. 2000 erwarb er nach dem Studium in Dublin das Diplom in Jazzstudien, anschließend studierte er an der Guildhall School of Music and Drama in London. Er lebte dann in Den Haag und Reykjavík. Den Master erwarb er in Jazz Performance am Koninklijk Conservatorium Den Haag, wo er Unterricht u. a. bei Eric Ineke, John Ruocco und Ronan Guilfoyle hatte. Seitdem arbeitet er in verschiedenen Projekten im Spektrum von Jazz, Neuer Improvisationsmusik, Noise bis zu Singer-Songwriter. Er gehört zu Charlotte Greves Quartett Wood River (More Than I Can See, 2019) und ist bei Aufnahmen u. a. von Ryan Plotnick und Pete Robbins zu hören.
2009 legte Jermyn sein Debütalbum Trot a Mouse bei Fresh Sound/New Talent vor. 2010 erschien das Solo-Album Hynmi bei Diatribe Recordings mit Eigenkompositionen. Weiterhin spielte er im Duo Morla mit Sean Og und im Duo mit Ben Goldberg (Silence). Jermyn lebt in New York City.

## Diskographische Hinweise
- Hymn (Diatribe 2010)
- Jérôme Sabbagh / Simon Jermyn / Allison Miller: Lean (Music Wizard 2015)
- Daniel Rorke, Oscar Noriega, Simon Jermyn, Matthew Jacobson: Naked Allies (Orenda Records 2019)